# Freelancers
Freelancers — серия комиксов, состоящая из 6 выпусков, которую в 2012—2013 годах издавала компания Boom! Studios.

## Синопсис
Вэл и Кэсси — охотницы за головами. Сейчас им предстоит поймать своего бывшего наставника.

### Выпуски
| № | Дата выхода     | Оценка на Comic Book Roundup   | Предполагаемый объём продаж (первый месяц) |
| - | --------------- | ------------------------------ | ------------------------------------------ |
| 1 | 7 ноября 2012   | 5,8 из 10 на основе 8 рецензий | 14 085, позиция в Северной Америке — 155   |
| 2 | 19 декабря 2012 | 5 из 10 на основе 2 рецензий   | 4 904, позиция в Северной Америке — 290    |
| 3 | 16 января 2013  | 4 из 10 на основе 1 рецензии   | н/д                                        |
| 4 | 20 февраля 2013 | 4 из 10 на основе 2 рецензий   | н/д                                        |
| 5 | 24 апреля 2013  | н/д                            | н/д                                        |
| 6 | 29 мая 2013     | н/д                            | н/д                                        |

### Сборники
| Название           | Тип            | Дата выхода  | Собранный материал | Кол-во страниц | ISBN                       |
| ------------------ | -------------- | ------------ | ------------------ | -------------- | -------------------------- |
| Freelancers Vol. 1 | Мягкая обложка | 31 июля 2013 | Freelancers #1-6   | 176            | 978-1608863167, 1608863166 |

## Отзывы
На сайте Comic Book Roundup серия имеет оценку 4,7 из 10 на основе 13 рецензий. Поэт Масе из IGN дал первому выпуску 1 балл с половиной из 10 и написал, что «этот комикс — пустая трата денег». Келли Томпсон из Comic Book Resources тоже была в большей степени разочарована дебютом. Аарон Дюран из Newsarama поставил первому выпуску оценку 8 из 10 и отметил, что обложка отражает то, чего стоит ожидать от комикса. Тони Герреро из Comic Vine вручил дебюту 4 звезды из 5 и посчитал, что хотя «это звучало как сумасшедшая идея, Ян Брилл показал, что она может работать».